# Carsten Sommer
Carsten Sommer (* 8. April 1973 in Duderstadt, Niedersachsen) ist ein deutscher Bauingenieur und Verkehrsplaner. Er ist Professor an der Universität Kassel und Leiter des Fachgebiets Verkehrsplanung und Verkehrssysteme am Institut für Verkehrswesen.

## Leben
Von 1992 bis 1997 studierte Sommer Bauingenieurwesen an der TU Braunschweig mit den Vertiefungsrichtungen Verkehrs- und Stadtplanung, Öffentlicher Verkehr und Bauinformatik. 1996 besuchte er als Austauschstudent das Center for Building Performance and Diagnostics der Carnegie Mellon University in Pittsburgh. Nach Abschluss des Studiums war er von 1998 bis 2004 als wissenschaftlicher Assistent am Institut für Verkehr und Stadtbauwesen der TU Braunschweig tätig. Dort promovierte Sommer 2002 zum Thema „Erfassung des Verkehrsverhaltens mittels Mobilfunktechnik: Konzept, Validität und Akzeptanz eines neuen Erhebungsverfahrens“. Seine Dissertation war eine der ersten Forschungsarbeiten, bei der die Mobilfunkortung im Verkehrswesen eingesetzt wurde. Von 2004 bis 2010 arbeitete er bei der WVI Prof. Dr. Wermuth Verkehrsforschung und Infrastrukturplanung GmbH als Wissenschaftlicher Mitarbeiter und hat dort insbesondere Projekte im Öffentlichen Personennahverkehr zur Tarifgestaltung und zum E-Ticketing geleitet.
Seit 2010 leitet Carsten Sommer das Fachgebiet Verkehrsplanung und Verkehrssysteme des Instituts für Verkehrswesen der Universität Kassel. 2018 übernahm er das Amt des Studiendekans des Fachbereichs Bauingenieur- und Umweltingenieurwesen und ist seitdem für Lehre und Studium des Fachbereichs verantwortlich. Im Jahre 2018 wurde er mit der Max-Erich-Feuchtinger/Bruno-Wehner-Denkmünze der Forschungsgesellschaft für Straßen- und Verkehrswesen (FGSV) ausgezeichnet.
Sommer beschäftigt sich schwerpunktmäßig mit der Entwicklung von Erhebungs-, Planungs- und Bewertungsverfahren im Verkehr sowie der Weiterentwicklung öffentlicher Verkehrssysteme in urbanen und ländlichen Räumen. Als akademischer Leiter der beiden Masterstudiengänge „ÖPNV und Mobilität“ und „Mobilität, Verkehr und Infrastruktur“ ist Sommer für die Entwicklung dieser Studiengänge verantwortlich. 2020 hat die Universität Kassel unter seiner Federführung die Stiftungsprofessur „Radverkehr und Nahmobilität“ bei einem Wettbewerb des Bundesministeriums für Verkehr und digitale Infrastruktur gewonnen. Bis Ende 2023 hat er als Mitglied des Gründungsdirektoriums das neu gegründete „Kassel Institute for Sustainability“ mitaufgebaut und gestaltet. Sommer leitet den FGSV-Arbeitsausschuss 1.6 „Öffentlicher Verkehr“ sowie die Bearbeitungsgruppe ÖPNV im FGSV-Arbeitsausschuss 3.13 „Qualität des Verkehrsablaufes“. Er ist Berater mehrerer Bundes- und Landesministerien, Kommunen, Verbänden sowie Verkehrsunternehmen und -verbünde. Seit 2023 ist er stellvertretender Leiter des Wissenschaftlichen Beirates des Verbandes Deutscher Verkehrsunternehmen (VDV).

## Auszeichnungen
- 2018: Auszeichnung mit der Max-Erich-Feuchtinger/Bruno-Wehner-Denkmünze der FGSV „für seine hervorragenden wissenschaftlich-theoretischen sowie praktischen Arbeiten auf den Gebieten Planung, Entwurf und Betrieb in Straßen- und Verkehrswesen“
- 2018: 2. Platz beim VCÖ-Mobilitätspreis Österreich für das Verfahren zur ökonomischen Bewertung kommunaler Verkehrssysteme
- 2016: Deutscher Mobilitätspreis für das Forschungsprojekt „Mobilfalt“

## Publikationen (Auswahl)
- mit Milbradt, J.; Kahnt, S.; Otto-Zimmermann, K.: Feinmobilität - Mehr Nachhaltigkeit durch kleine Fahrzeuge. Oekom-Verlag, München 2024, ISBN 978-3-987-26338-5
- mit Lanzendorf, M.; Engbers, M.; Wermuth, T. (Hrsg.): Soziale Teilhabe und Mobilität. Grundlagen, Instrumente und Maßnahmen einer integrierten Verkehrs- und Sozialplanung. Springer VS, 2024, ISBN 978-3-658-42536-4
- mit Saighani, A.; Leonhäuser, D.: Ökonomische Bewertung städtischer Verkehrssysteme: Kosten des Stadtverkehrs – Welche Kosten verursachen verschiedene Verkehrsmittel wirklich? Springer Vieweg, Berlin/Heidelberg 2021, ISBN 978-3-658-32069-0
- mit Maria Daskalakis, Alexander Roßnagel, Jutta Kepper (Hrsg.): Ländliche Mobilität vernetzen : Ridesharing im ländlichen Raum und dessen Integration in den öffentlichen Nahverkehr. oekom Verlag, München 2019, ISBN 978-3-96238-689-4
- mit Mucha, E.; Roßnagel, A.; Anschütz, M.; Hentschel, A.; Loose, W.: Umwelt- und Kostenvorteile ausgewählter innovativer Mobilitäts- und Verkehrskonzepte im städtischen Personenverkehr. Umweltbundesamt, Dessau-Roßlau 2016